# Olympia Heist op den Berg
Olympia Heist, voluit Olympia Ice Hockey Club, is een Belgische ijshockeyclub uit Heist-op-den-Berg. De club staat ook bekend onder de afkorting Olympia IHC. 

## Geschiedenis
Olympia werd opgericht op 20 december 1959 onder de naam Olympia Antwerp Club. In de beginjaren werkte de club haar wedstrijden af in het Sportpaleis in Antwerpen. In het seizoen 1971–1972 kwam Olympia uit in de Nederlandse Eredivisie.[1]
In 1974 verhuisde de club naar haar huidige locatie, de ijsbaan Die Swaene in Heist-op-den-Berg.[2]
Tijdens het seizoen 2015–2016 trad Olympia aan in de BeNe League, een nieuwe Belgisch-Nederlandse ijshockeycompetitie. De club speelde de openingswedstrijd tegen Hijs Hokij Den Haag.[3] Sinds het seizoen 2016–2017 komt Olympia opnieuw uit in Divisie 1.

## Erelijst
- - Landskampioen: 1966, 1967, 1969, 1979, 1983, 1986, 1987, 1988, 1989, 1990, 1991, 1992, 1999, 2004
  - Vice-landskampioen: 1982, 1984, 1985, 1993, 2003, 2009
  - Bekerwinnaar: 1994, 2010

## Bekende (ex-)spelers
- Lukasz Bartak
- Peter Bartek
- Tomas Neçpal
- Lode Roelofs
- Marek Ziarny
- Robin Van Calster